# Pietro Carriglio
Pietro Carriglio (Trapani, 26 ottobre 1938) è un regista teatrale e scenografo italiano.
Già direttore del Teatro Argentina di Roma e sovrintendente del Massimo di Palermo, per 25 anni  è stato il direttore artistico del Teatro Biondo Stabile di Palermo.

## Biografia
È stato docente per alcuni anni presso la Facoltà di Architettura e la Facoltà di Magistero dell'Università di Palermo. Dopo essere stato dirigente del Teatro Massimo di Palermo, nell'ottobre del 1978 ebbe la nomina a direttore del Teatro Biondo, che nel dicembre del 1986 ha trasformato nell'Ente Teatro Stabile, grazie al suo lavoro di riqualificazione artistica e organizzativa. Per due anni ha lavorato gratuitamente al Biondo rimanendo in aspettativa come dirigente dell'Ente Autonomo Teatro Massimo. Lasciato il Biondo nel 1991, è stato direttore del Teatro Stabile di Roma, fino al 1994, salvandolo da un grave dissesto economico. Nel 1998 è tornato a dirigere lo Stabile palermitano e, nel biennio 2003-2004, è stato anche sovrintendente del Teatro Massimo di Palermo, rinunciando per questo incarico a tutte le indennità previste dal ruolo.
Alla fine degli anni '80 è stato membro del Consiglio Superiore dello Spettacolo, in rappresentanza del Ministero della Pubblica Istruzione, con decreto firmato dal ministro Giovanni Galloni..Tra gli altri incarichi ha ricoperto anche quello di Assessore alla cultura del Comune di Erice e ne ha promosso il riconoscimento come patrimonio dell'umanità. Inoltre, ha fatto parte di commissioni e consigli di amministrazione di strutture ed enti artistici e culturali.
Nel giugno 2013 ha presentato le dimissioni dalla direzione del Biondo, accettate nel settembre successivo.

## Teatro
Il suo modello di teatro è incentrato sulla rilettura critica dei classici, sulla rivisitazione degli statuti della scenografia contemporanea e sulla valorizzazione del teatro di poesia. Al Teatro Biondo ha sviluppato un progetto intorno a tre grandi poetiche: il teatro di poesia, la drammaturgia shakespeariana, il teatro del Novecento. A lui si deve la valorizzazione del teatro di Franco Scaldati, del quale ha messo in scena le opere più importanti. Le sue regie e scenografie, più volte insignite di prestigiosi premi, hanno suscitato una vasta eco. Tra le altre, Il mercante di Venezia, La tempesta, Racconto d'inverno e Amleto di William Shakespeare, "La vita è sogno" di Pedro Calderón de la Barca, Finale di partita di Samuel Beckett, Rappresentazione della Croce di Giovanni Raboni, Il fiore del dolore di Mario Luzi, Assassinio nella cattedrale di Th. S. Eliot, L'opera da tre soldi di Brecht-Weill, Girotondo di Arthur Schnitzler, Il povero Piero di Achille Campanile, "La lezione", "Delirio a due", Il re muore e Le sedie di Eugène Ionesco, Il malinteso di Albert Camus, La locandiera di Carlo Goldoni.
Nel 2008 ha diretto l’Orestiade di Eschilo nella traduzione di Pier Paolo Pasolini per il XLIV Ciclo di Rappresentazioni Classiche al Teatro Greco di Siracusa.
Si ricorda anche la sua attività di regista lirico; tra gli altri allestimenti  Il castello del principe Barbablù di Bartok, Die glückliche Hand di Schönberg, Arlecchino o le finestre di Busoni.

## Attività letteraria
Ha animato negli anni diverse iniziative legate alla letteratura e alla poesia. Ha fondato e diretto alcune riviste come Lettere dal Sud e Idòla, che raccoglievano contributi di artisti, scrittori e uomini di cultura, con i quali ha avuto una consuetudine di rapporti fin dagli anni della sua formazione, tra gli altri: Giuseppe Bonaviri, Nino Borsellino, Luca Canali, Bruno Caruso, Maurizio Cucchi, Raffaele La Capria, Carlo Levi, Mario Luzi, Dacia Maraini, Walter Pedullà, Giovanni Raboni, Edoardo Sanguineti, Alessandro Serpieri, Vittorio Sgarbi.
Con Giorgio Strehler ha curato il volume Teatro Italiano per l'editore Laterza. Andrea Bisicchia ha dedicato al teatro di Carriglio il volume Cielo e Inferno (Flaccovio Editore).
Sul suo lavoro sono stati scritti diversi saggi, molti dei quali sono raccolti nel volume Xenia, che comprende anche alcuni degli elzeviri che Carriglio ha scritto per riviste e quotidiani.
Sulla sua attività sono stati pubblicati, tra gli altri: Carriglio/Orestiade, a cura di Anna Banfi, che documenta lo spettacolo realizzato a Siracusa; Scenari del Novecento/Vision du Vingtième siècle, edizione bilingue italiana/francese con saggi critici di Enrico Groppali e Myriam Tanant sulle messe in scena de Il re muore e Il malinteso
Pietro Carriglio. Il pensiero e la scena e Pietro Carriglio. Un teatro di immagini, sono due monografie di Vittorio Sgarbi sul suo lavoro di regista e scenografo.
Come pittore ha realizzato, tra l'altro, un polittico su Amleto di Shakespeare, delle dimensioni di 4 metri per 7, come fondale dell'aula magna della Facoltà di Architettura dell'Università degli Studi di Palermo.

## Riconoscimenti
Diploma Honoris Causa in Scenografia dell’Accademia Albertina di Torino.
Ha ricevuto il premio Eschilo d'Oro 2008 dall'INDA e, tra gli altri, il Premio Vallecorsi 2004 per il migliore spettacolo dell'anno.
Le scenografie di Pietro Carriglio
Rimandi e poi ancora rimandi in un’eco infinita
Affronto il compito della laudatio, per l’attribuzione della Laurea Honoris Causa in Architettura a Pietro Carriglio, con cautela. L’unico conforto, in questo ruolo attribuitomi con generosità da Angelo Milone, consiste nell’aver scoperto, quasi per caso, modi comuni di osservare l’arte e l’architettura. Nonostante tali affinità, esprimere alcune considerazioni sulla vasta attività teatrale di Carriglio e, in particolare, sulle sue scenografie sembra racchiudere le stesse difficoltà che incontra un marinaio, non particolarmente esperto e con un’imbarcazione minuta, deciso a solcare il mare aperto. La precauzione può essere progressivamente e molto lentamente superata solo dopo avere individuato alcuni lembi di terra ferma, forse degli approdi, che la navigazione prende a riferimento come punti stabili. La laudatio si stempera nell’individuazione di queste speciali isole in base alle quali tracciare una rotta più sicura. Il materiale di tali nuclei, immaginati solidi, è in minima parte formato dai miei interessi culturali e in maniera preponderante da quelli molto più ampi e profondi di Pietro Carriglio.
Terre comuni che si trasformano in speciali soglie dalle quali osservare l’esperienza dell’arte e dell’architettura di cui la scenografia è parte integrante.
Ex abrupto si può affermare che molte delle opere di Carriglio, molte delle sue scenografie, sono pervase da una forte componente metafisica. Tale constatazione è l’effetto di due sguardi contrapposti: il primo, onnicomprensivo che osserva l’orizzonte complessivo della sua opera, l’altro più minuzioso che vede le sue scene una per una, sfogliando, ad esempio, le pagine di una delle sue monografie. [....]
Si è fatto cenno, più in maniera intuitiva che meditata, alla persistenza metafisica delle scenografie di Carriglio e si intende seguire questa intuizione trovando in de Chirico una prepotente fonte ispiratrice e nelle sue atmosfere rarefatte il legame fra le parti. Inoltre, è utile ricordare che nei quadri di Giorgio de Chirico, «ciò che si vuole mostrare […] non è un’azione ma uno stato d’animo» .